# ハンス・メッツガー
ハンス・メッツガー（Hans Mezger、1929年11月29日 - 2020年6月10日）はドイツの自動車技術者である。ドイツの自動車メーカーであるポルシェのエンジン技術者として知られる。

## 概要
ポルシェ社の1960年代から1980年代にかけての成功にエンジン面から貢献した人物として知られ、ポルシェ・911の最初の水平対向6気筒・空冷エンジンの設計をしたことは特に知られる。それらポルシェの水平対向6気筒エンジンは同社の代名詞的な製品となり、総称して「メッツガー・エンジン」とも呼ばれている。
同期間に、ポルシェ・956やF1などのレーシングカー用エンジンの設計をし、それらもまた大きな成功を収めた。

## 経歴
ヴァイマル共和政下のドイツ・ヴュルテンベルク自由人民州のオットマルスハイムという小さな村で、旅館を営む両親の下に生まれた。生まれ故郷は州都シュトゥットガルトの北側近郊に位置し、ポルシェ社の本社工場が所在するツッフェンハウゼン地区と近いことからポルシェが関与した車両を見かけることが多く、身近に感じる環境で育つ。
同州のシュトゥットガルト工科大学で機械工学を学び、学位を得て1956年に卒業。

### ポルシェ入社初期
1956年にポルシェ社に入社し、同社の第1工場（Works 1）開発部門に配属された。そこでエルンスト・フールマンの設計になるポルシェ・356カレラ用エンジンに携わり、同エンジンの4カムの動弁機構を担当し、特にそのバルブスプリングの不具合に取り組んだ。
1959年に設計部門に移り、F1車両のポルシェ・804用の水平対向8気筒エンジン「タイプ753」の開発に携わる。同車は1962年に投入され、フランスGPで優勝した。これはポルシェにとって唯一のF1優勝で、空冷エンジンとしてもF1における唯一の優勝として知られる。F1参戦は十分に成功を収めていたが、ポルシェはスポーツカーレースに集中するため1962年限りでF1におけるワークス活動と開発を終了することを決定し、メッツガーは活動終了まで携わった。
F1の終了により、1963年に最初のポルシェ・911（901・1964年発売）の2リッター・水平対向6気筒エンジンの設計を任された。メッツガーはこのエンジンを設計するにあたり、F1のタイプ753エンジンの燃焼室設計で学んだ技術を流用するなど、F1用エンジン開発で学んだテクニックを応用している。

### エンジン開発責任者
1965年、ポルシェ社の技術部門長に就任したフェルディナント・ピエヒがレーシングカー設計部門を新たに設立し、メッツガーはレース用エンジン開発部門の責任者に任命された。
この時から1980年代にかけて、メッツガーは数々の名機を生み出すことになる。

#### 912エンジン (ポルシェ・917用)
メッツガーは、ポルシェ・917シリーズ用の4.5リッター水平対向12気筒（180度V12）の「912」エンジンを手始めに、様々なレーシングエンジンの開発を主導した。
912エンジンは自然吸気エンジンとしても大きな成功を収めたが、中でも、ターボエンジンの開発に成功したことはこの時期のメッツガーの業績として特筆される。Can-Amにおいて、大排気量（8リッター超）のシボレー制エンジンに対抗するために考案されたもので、5リッターの水平対向12気筒エンジンに、KKK製のツインターボチャージャーを搭載し、バイパスバルブを使ってターボラグを解消し、1972年に初タイトル獲得、1973年にポルシェ・917/30が8戦全勝という記録をポルシェにもたらした。
ポルシェ・917/30用に開発したターボエンジンの技術を市販車の911ターボ（1974年。通称「930ターボ」）へと転用する開発も主導した。

#### 935系エンジン (グループC)

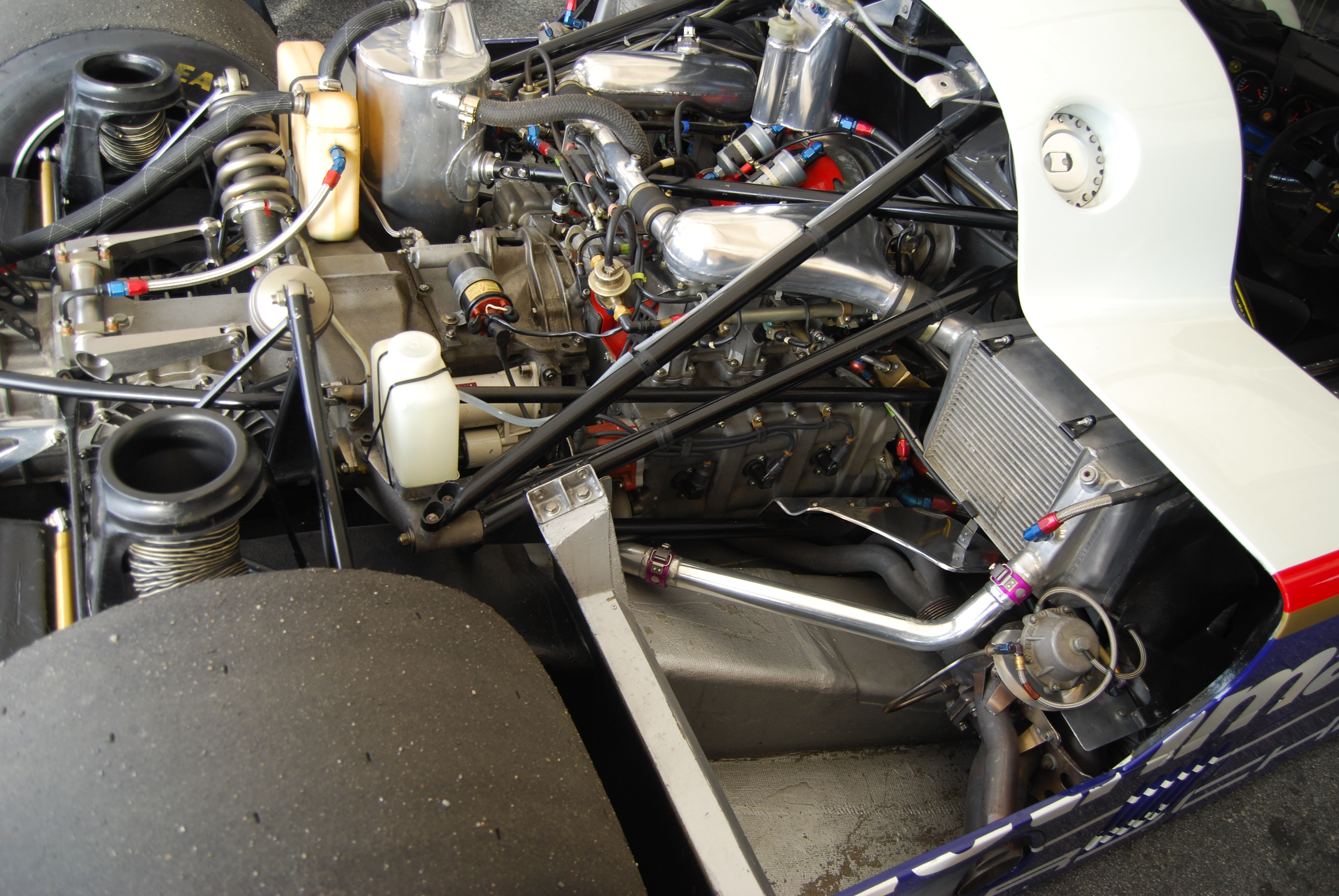
935/76エンジン（1981年）。グループC用。

1976年にツインカム4バルブ・水平対向6気筒の「935/71」エンジンを開発し、これが後のポルシェのレーシングエンジンの基礎となる。このエンジンは1.4リッターから3.2リッターまで様々な排気量に対応するよう作られ、最初のエンジンは最大の3.2リッター（3,211 cc）のエンジンとして設計された。このエンジンはそれまでのポルシェのエンジンと異なり、バルブヘッドをシリンダーバレルと溶接し、それによってガスケットの吹き抜け（漏れ）という問題を解消したことが大きな特徴だった。クランクシャフトからカムシャフトへの駆動伝達もベルトからギア駆動方式に改め、こうした変更により、エンジンは最大で9,000 rpm程度まで回すことが可能になった。
この中で、当初はインディカー用にメッツガーが設計した2.65リッターのシングルターボエンジン「935/72」から派生する形で、1981年にグループC用の「935/76」を開発した（935/72をツインターボ化）。同エンジンとその発展型は、ポルシェ・956、962（962C）に搭載され、世界耐久選手権（WEC）やIMSA GTP、ル・マン24時間レースといったスポーツカーレースを席巻することになる。

#### F1復帰

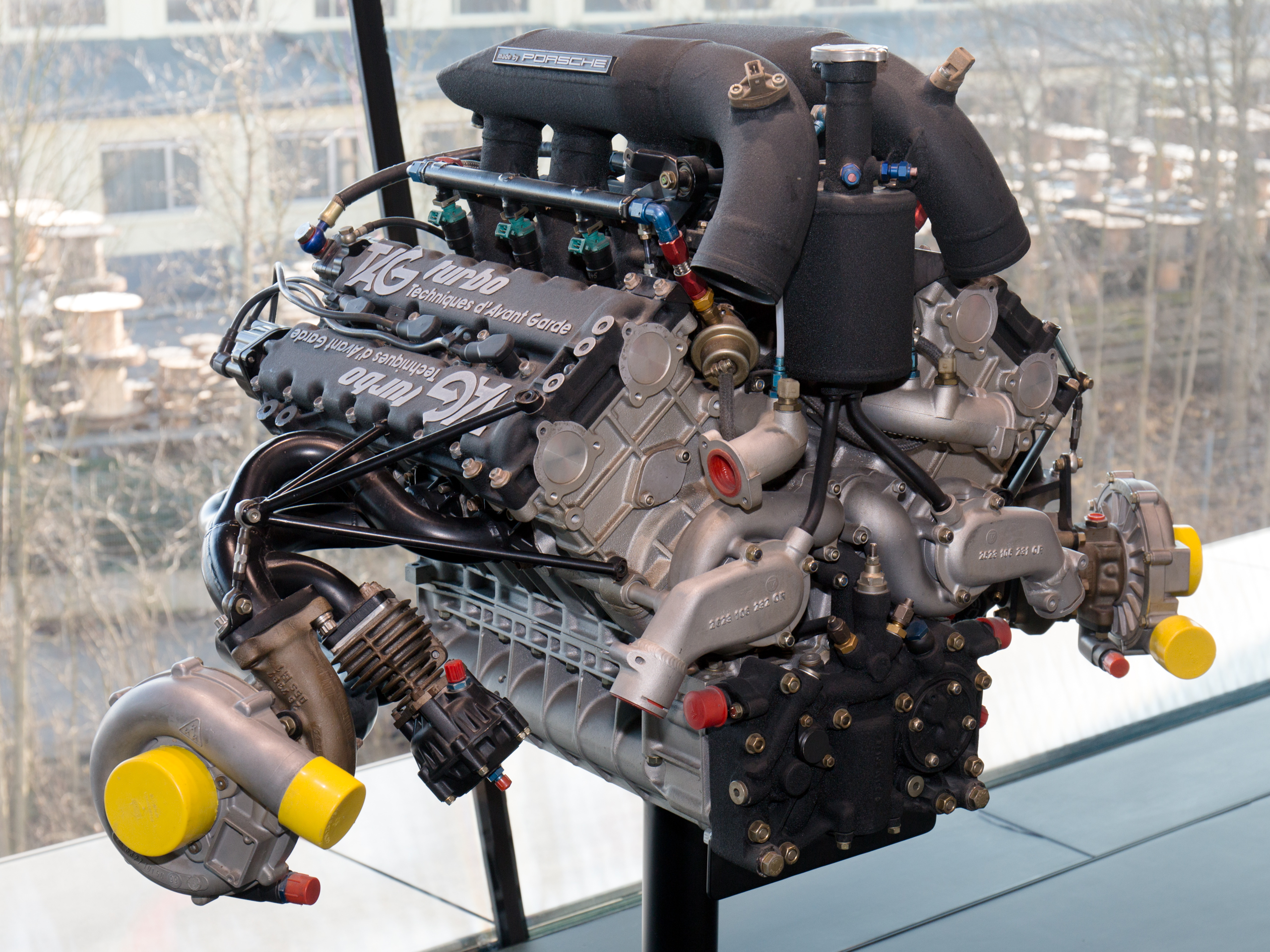
TAGポルシェ・TTE PO1エンジン（ - ）

1981年8月26日、マクラーレンのロン・デニスとジョン・バーナードがポルシェを訪れ、当時F1で隆盛を誇り、マクラーレンも使用中だったフォード・コスワース・DFVに代わるエンジンの開発を依頼する。この際、メッツガーも詳細な計画を初めて聞かされた。
この契約は10月12日に結ばれ、設計作業ははメッツガーに一任され、12月にはポルシェがエンジン供給を行うことが正式に発表された（正式な契約は1982年5月）。当時のポルシェはグループＣの956向けの開発をワークス活動として行っており、並行してF1でもワークス参戦する予算を捻出できるような環境にはなかった。デニスらもそうした事情は承知の上で、開発と参戦にかかる費用はマクラーレンが負担するという形で契約が結ばれた。
1982年にデニスは出資者のマンスール・オジェとの交渉をまとめ、共同でTAGターボエンジン社（TAG Turbo Engines Ltd.）を設立し、設計図の所有権やエンジンの製造権といった権利は同社が持つことになった。そうした交渉や下準備と並行して、メッツガーはエンジンの開発を進め、1982年10月に最初の試作機が完成した。
TAGエンジンの開発
メッツガーはグループC用にターボエンジンを設計していたが、それらを引用・転用するという考えはなく、F1用に納得がいくまで図面を作成することに時間を費やした。検討の末、（956の水平対向6気筒とは形式が全く異なる）V型6気筒のターボエンジンを開発することを決め、1982年春に図面を完成させた。メッツガーはこの依頼が舞い込む以前からプライベートで毎年何戦かF1開催中のサーキットに出向いており、他社のF1エンジンを観察することで当時のエンジンのセオリーを自分なりに分析し理解を持っており、このエンジンの開発にあたり、効率的で燃費の良いシンプルなエンジンとする方針とした。
バンク角は60度とし、同じV6エンジンでも、120度を選択したフェラーリ、80度を選択したホンダよりもだいぶ狭い。これは、車体底面のベンチュリー形状に適合させやすくする狙いがあり、Vバンク内の吸気設計に余裕が持てる点も好都合だった。エンジン出力も極端な大馬力は追い求めず、初期の出力は600馬力ほどで、DFVと比べても75馬力ほど上回る程度だった。開発が進んだことで980馬力を出力するようになったが、これも1400馬力以上を出力したとされるBMWなど、他社に比べると控えめな性能だった。一方、パワーバンドが広く、最大出力は10,000 rpmから11,500 rpmという広い範囲のエンジン回転数で発生させることが可能で、8,500 rpmほどでも充分な出力を得ることができ、中速トルクに優れるという特長を持っていた。ボッシュの電子制御によるエンジンマネージメントシステム「モトロニック」が搭載されたことにより、燃料量の調整が可能となり、高い燃費効率を実現し、これもまた大きな武器となった。
メッツガーが開発したこの1.5リッターV型6気筒のターボエンジンは「TAGポルシェ・TTE PO1エンジン」と名付けられた。このエンジンはマクラーレン・MP4/2に搭載され、1984年から1986年までの3年間で、マクラーレンに3度のドライバーズチャンピオン、2度のコンストラクターズチャンピオンタイトルをもたらした。
3512エンジン
その後、TTE PO1エンジンの主機を2基つなげてV型12気筒とした自然吸気エンジンのポルシェ・3512エンジン（1991年）の設計も手掛けたが、このエンジンは大きな失敗に終わった。

### 引退とその後
1994年に引退し、引退後はポルシェのアンバサダーとして活動した。
2020年6月10日に死去した。

## 人物
謙遜からなのか、メッツガーは、自身が果たしたエンジン開発への貢献について軽視した発言をすることが多かった。
自身がポルシェで携わったエンジンの内、「ベストエンジン」を問われて、F1用のTAGポルシェエンジンと、ポルシェ・914の後期型に搭載された901/36エンジンを挙げている。